# Corydalus tesselatus
Corydalus tesselatus är en insektsart som beskrevs av Hermann Stitz 1914. Corydalus tesselatus ingår i släktet Corydalus och familjen Corydalidae. Inga underarter finns listade i Catalogue of Life.